# Petrova gora (hegység)
A Petrova gora egy alacsony hegység Horvátország középső részén, Károlyváros megyében. A Dinári-hegység része.

## Fekvése
A Petrova gora a Kordun keleti szélén, 25 km hosszan húzódik északkelet-délnyugati irányban. 

## Neve
A hegység egykor a Gvozd nevet viselte. 1097-ben a Gvozd-hegységi csatában győzte le Kálmán magyar király serege az utolsó horvát nemzeti király Svačić Péter seregét. A csatában Péter is életét vesztette. Később a hegységet Péterről Petrova gorának nevezték el.

## Leírása
A Petrovac a Petrova gora legmagasabb csúcsa, egy tágas, erdős fennsík, két kissé kiemelkedő, azonos magasságú csúccsal, a Veliki és a Mali Petrovaccal. Mivel a hegyet bőséges növényzet borítja, kirándulás és hegymászás szempontjából nem sok kilátást kínál. A 37 m magas petrovaci emlékműtől és a magarčevaci elhagyott kommunikációs toronytól nyílik a legszebb a kilátás a hegység közvetlen környezetére és Horvátország középső részének, Gorski kotarnak, sőt Szlovéniának és Bosznia északnyugati részének jó részére.
Kulturális és történelmi nevezetességek a Szent Péter pálos kolostor és Vojin Bakić háborús emlékműve. A Veliki Petrovac 37 méter magas emlékműve a második világháború után épült. 1946. május 6-án tették le az alapkövet. Az építkezés azonban csak 34 év után, az 1980-as évek közepén kezdődött, Vojin Bakić szobrász eredeti tervei szerint. Az emlékművet 1981. október 4-én avatták fel. Az emlékmű a kor monumentális emlékművei közé tartozik, és kiemelve a Petrova Gora szerepét a régió antifasiszta harcában. A Mali Petrovac csúcs közelében található Szent Péter pálos kolostort egy korábbi római erőd maradványaira építették. A gyakori török támadások miatt a szerzetesek már a 15. században elhagyták és helyette Kamenskon építettek új kolostort. A kolostornak mára csak a konzervált alapfalai maradtak.
Rekreációs és oktatási létesítmények a Petrova gora hegymászóösvény és az ornitológiai park. A Petrova gora turisztikai központja a Muljava vadászház. Szabadidős és oktatási létesítmények: „római út” tanösvény, „király út” tanösvény a speciális igényű emberek számára, Petrovac ornitológiai park, Muljava mini állatkert, íjászat, lovaglás és a kerékpározás. Az utak és ösvények kiindulópontja a Muljava vadászház.

## Története
A Mali Petrovacon az emberi élet régóta tartó folytonosságát régészeti feltárások igazolták, amelyek során őskori (i. e. 11. - 8. század) és római kori (1. - 4. század) leletek kerültek elő. A csúcsfennsík a kora középkorban is lakott volt. Itt állt a Szent Péter pálos kolostor, melyet egy korábbi római erőd maradványaira építettek. 1097-ben itt, a Gvozd-hegységi csatában győzte le Kálmán magyar király serege az utolsó horvát nemzeti király Svačić Péter seregét. A csatában Péter is életét vesztette. A hegységben a „Kraljev grob” nevű helyen a királynak jelképes sírt állítottak. 
A hegység jelentős szerepet játszott a második világháborúban. Jugoszlávia német megszállása után ide vették be magukat az antifasiszta partizánok. 1941. júliusában megalakult az antifasiszta erők petrovai gorai parancsnoksága. A következő időszakban a megszálló csapatok, valamint az usztasa és a horvát hadsereg erői több támadó akciót hajtottak végre a partizán egységek ellen, amelyek közül a legjelentősebb az 1941. augusztus 2-i támadás volt. A gyengén felfegyverzett felkelők ezután kénytelenek voltak mélyebbre visszavonulni a hegyekbe. Szeptemberben a hegység partizánjai több sikeres akciót hajtottak végre a megszálló erők kommunikációs eszközei és csendőrállomásai ellen, októberben pedig csatlakoztak az újonnan alakult korduni partizán különítményhez. A hegységben elkezdődött egy partizánkórház építése, amely 1942-es elkészülte után az egész háborúban fontos szerepet játszott. A partizán egységek 1941. december végén és 1942. január elején a Kordun jelentős részét szabadították fel. 
A Petrova gorán folytatott intenzív partizántevékenység következtében az olasz és német megszállók az usztasákkal, a horvát honvédekkel és a muszlim milíciákkal együttműködve számos támadást hajtottak végre a térség partizánegységei ellen, de nem sok sikerrel. A leghevesebb támadás 1942 tavaszán volt, amikor csak kisszámú ember tudott elmenekülni az ellenség gyűrűjéből, miközben mintegy 10 000 embert megöltek. A háború alatt összesen mintegy 27 000 ember halt meg a Kordunban zajló háborúban, amelynek központi része a Petrova gora területén zajlott. A hegység csak 1945 áprilisában szabadult fel végleg a fasiszta megszállás alól. A hegység területén ma is számos partizánemlékmű és sír található. A nagy központi emlékművet 1981. október 4-én avatták fel a legmagasabb csúcson, a Veliki Petrovacon.

## Szerkezete
A hegység régi geológiai képződmény, amely a paleozoikumban és a mezozoikumban keletkezett kőzetekből épül fel. A gerincen és az északi lejtőin a Petrova gora nagy része paleozoikumi szilikátokból épül fel, és csak az alsó délnyugati lejtőket borítják mészkő-karsztok. A hegység viszonylag gazdag vízben és elsősorban erdei növényzet található benne. 

## Növényvilág
A Petrova gora Horvátország egyik legszebb és legjobban megőrzött hegyi erdős tája, számos növény- és állatfaj kivételes élőhelye. Az erdő növényzetének túlnyomó része, mintegy háromnegyed részben az illír bükkösök (Lamio-orvale Fagetum) övezete. A második leggyakoribb faj a gyertyános–kocsánytalan tölgyes (Querco-Carpinetum) növénytársulás, valamint a gesztenyés–kocsánytalan tölgyes közösség. Rajtuk kívül az európai bükk (Fagus sylvatica), a kocsánytalan tölgy (Quercus petraea), a közönséges gyertyán (Carpinus betulus) a szelídgesztenye (Castanea sattiva), a hegyi szil (Ulmus glabra), és a juhar (Acer pseudoplatanides és Acer) jelenik meg kísérő fafajként, de megtalálható a magas kőris (Fraxinus excelsior), a mezei juhar (Acer campestre), a vadcseresznye (Prunus avium), a mézgás éger (Alnus glutinosa), a csertölgy (Quercus ceris) és mások. 
A hegység nagyon gazdag a cserjékben is. Gyakori a mogyoró (Corylus), vadkörte (Pyrus), a galagonya (Crataegus), az áfonya (Vaccinium), a bodza (Sambucus), a boroszlán (Daphne) és mások is. A talajréteg növényzetének sajátosságát az északnyugat-balkáni országokban endemikus, nagyon nagyszámú illír faj, a pofók árvacsalán (Lamium orvala), a hegyi dombor (Hacguetia epipactis), a farkasbogyó (Scopolia carniolica), a karniolai tejfű (Euphorbia carniolica) a soklevelű fogasír (Cardamine polyphylla) és mások adják. A Petrova gora különlegessége az egész évben gyűjthető ehető gombák nagy száma.
Gazdag biológiai sokfélesége miatt Petrova gora központi részét 1969-ben védetté nyilvánították.

## Állatvilág
Az egész évben biztosított víz- és táplálékbőség, az elegendő rét- és legelőterület, valamint az erdőben a viszonylagos béke ideális élőhelyi feltételeket teremt számos állatfaj számára.
A hegységben többnyire az őzek (Capreolus capreolus) és a vaddisznók (Sus scrofa) rendjéből származó fajok találhatók. Jellemző állatfajok még a vadmacska (Felix sylvestrys), a borz (Meles meles), a nyuszt (Martes martes), a nyest (Martes fiona), a menyét (Mustela nivalis), a róka (Vulpes vulpes), a mókus (Sciuris vulgaris), valamint a nagy pele (Glis glis) és a nyúl (Lepus europeaus).
A Petrova Gora utolsó farkasát az 1960-as években lőtték ki. Miután azonban megváltozott a törvény, és a farkas védett állat lett kezdett gyorsan szaporodni és olyan területeken kezdett lakni, ahol nincsenek természetes ellenségei. Így visszatért Petrova gorába is.
A madarak képviselői közül a leggyakoribbak a sólyom (Accipiter gentilis), a karvaly (Accipiter nisus), a harkály (Buteo buteo), az erdei bagoly (Strix aluco), a dolmányos varjú (Corvus corone cornix), a szarka (Pizza pizza), a szajkó (Garrulus glandarius), a fácán (Phasianus colchicus), a harkály (Otus scops), vadgerle (Streptopelia turtur) és még sokan mások.